# Deniz Yılmaz
Deniz Yılmaz (ur. 26 lutego 1988 w Neu-Ulm) – turecki piłkarz występujący na pozycji napastnika.
Yılmaz występował regularnie w rezerwach Bayernu Monachium, lecz w sezonie 2008/09 znalazł się w składzie pierwszej drużyny na rozgrywki Ligi Mistrzów. W październiku 2008 znalazł się również na ławce rezerwowych w spotkaniu przeciwko Wolfsburgowi.
W sezonie 2011/2012 na zasadzie wolnego transferu trafił do klubu Bundesligi 1. FSV Mainz 05. W sezonie 2012/2013 był wypożyczony do SC Paderborn 07. W sezonie 2013/2014 grał w Elazığsporze, a latem 2014 przeszedł do Trabzonsporu.
W 2016 roku został zawodnikiem Bursasporu.

## Sukcesy
- Mistrz Europy U-17: 2005